# Хьельм, Амалия
Амалия Хьельм, урождённая Мунктель, настоящее имя Амалия Кристина Хьельмстьерна (швед. Amalia Kristina Hjelmstierna; 30 января 1846, Грюксбо — 7 октября 1916, Стокгольм) — шведская писательница и композитор.

## Биография
Амалия Кристина Мунктель родилась в 1846 году в Грюксбо. Её родителями были владелец бумажной фабрики Юхан Хенрик Мунктель и его жена Аугуста Эггертц. У супругов было девятеро детей, трое из которых посвятили себя искусству. Помимо Амалии, её младшая сестра Хелена Мунктель стала композитором, а другая сестра, Эмма, в замужестве Спарре, — художницей.
По всей видимости, начальное музыкальное образование Амалия получила дома. Её отец был неплохим пианистом и был знаком, в частности, с композитором Адольфом Фредриком Линдбладом. Отец умер, когда Амалии было пятнадцать лет. Руководство фабрикой взяла на себя его жена, но она также проводила много времени в Стокгольме вместе с дочерьми. Там Амалия брала уроки фортепиано у композитора Людвига Нормана и пения у баритона Фрица Арльберга. Позднее, в 1870-х годах, все три сестры учились игре на фортепиано у Марии Луизы Эберг.
В 1865 году Амалия вышла замуж за морского офицера Августа Хьельмстьерна. Через несколько лет их брак распался. Однако с тех пор Амалия использовала псевдоним «Хьельм», под которым публиковала свои произведения. О её дальнейшей жизни известно немного: она жила некоторое время за границей — во Франции (в Каннах) и в Швейцарии — выступала с концертами и преподавала игру на фортепьяно. Как пианистка, она способствовала популяризации шведской музыки, включая, вероятно, произведения её сестры Хелены. Кроме того, Амалия Хьельм сочиняла собственную музыку и писала литературные произведения. После начала Первой мировой войны она вернулась в Стокгольм, где умерла в 1916 году.
Её музыкальное наследие невелико, если судить по количеству дошедших до наших дней произведений. Все они представляют собой песни для голоса и фортепьяно. В отличие от старшей сестры, Хелены, Амалия не писала произведений более крупной формы. Примечательно, что практически все песни написаны на её собственные слова. Что касается литературного творчества, то она опубликовала, в зрелом возрасте, сборники стихотворений (1893) и рассказов (1911).